# Dotterbrust-Brillenvogel
Der Dotterbrust-Brillenvogel (Zosterops mayottensis) ist eine Vogelart aus der Familie der Brillenvögel. Er ist endemisch auf der Komoren-Insel Mayotte.

## Beschreibung
Der Dotterbrust-Brillenvogel erreicht eine Länge von 11 Zentimetern. Die Oberseite ist olivgelb mit einem grünlichen Anflug. Die Oberschwanzdecken sind intensiv gelb. Die Stirn bis zum Auge sowie die gesamte Unterseite ist dunkelgelb. Die Brustseiten sind stumpfgelb. Der Bauch und die Schenkelseiten sind lebhaft zimtkastanienbraun. Die Unterflügeldecken sind weiß mit einer gelblichen Verwaschung. Der Kopf ist durch einen schmalen schwarzen Zügelstreif und durch einen deutlichen weißen Augenring gekennzeichnet. Der Schwanz ist einfarbig schwarz. Der gerade Schnabel ist schwärzlich.

## Lebensraum und Lebensweise

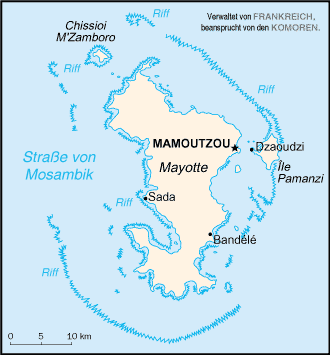
Landkarte von Mayotte

Der Dotterbrust-Brillenvogel kommt sowohl im Regenwald als auch im offenen Waldland vor. Am häufigsten ist er jedoch in den trockenen Wäldern an der Ostseite Mayottes, insbesondere in den Regionen Baie de Bouéni, Hachiroungou, Mlima Bénara, Mlima Choungui, Sazilé, Mlima Combani und Mlima Mtsapéré, anzutreffen. Der Dotterbrust-Brillenvogel lebt in kleinen Gruppen und geht in den Bäumen und Büschen auf Nahrungssuche.

## Systematik
Früher galt der ausgestorbene Mariannebrillenvogel (Zosterops semiflavus), der auf der Seychelleninsel Marianne endemisch war, als Unterart Zosterops mayottensis semiflava.

## Status
Der Dotterbrust-Brillenvogel wird von der IUCN Redlist als „nicht gefährdet“ (least concern) klassifiziert.